# Timo Scholz
Timo Scholz (Leipzig, 30 juni 1972) is een Duits voormalig wielrenner die zowel als baan- en als wegwielrenner actief was. 

## Overwinningen

### Wegwielrennen
1995
- Eindklassement Bayern-Rundfahrt

1997
- Eindklassement Ronde van Thüringen (Junioren)

2000
- Eindklassement Ronde van Costa Rica

2002
- 1 etappe Ronde van Cuba
- Etappe en eindklassement Brandenburg-Rundfahrt

2007
- 1 etappe Ronde van Marokko

2009
- 1 etappe Binh Duong TV Cup

2010
- 1 etappe Binh Duong TV Cup
- 1 etappe Ronde van Guyana

### Baanwielrennen
1997
- Duits kampioen ploegenachtervolging (met Thomas Liese, Jens Lehmann en Holger Roth)

2007
- Europees kampioen stayeren (achter Peter Bäuerlein)

2008
- Europees kampioen stayeren (achter Peter Bäuerlein)
- Duits kampioen stayeren (achter Peter Bäuerlein)

## Ploegen
- 1998–1999 Die Continentale-Olympia
- 2001–2003 Team Wiesenhof
- 2004–2005 Team Akud Arnolds Sicherheit
- 2006–2007 Team Notebooksbilliger.de
- 2008 Team IndonesiaCycling.com
- 2012 CCN Cycling Team

## Weblinks
- Homepage Timo Scholz